# Evelyn Fink-Mennel

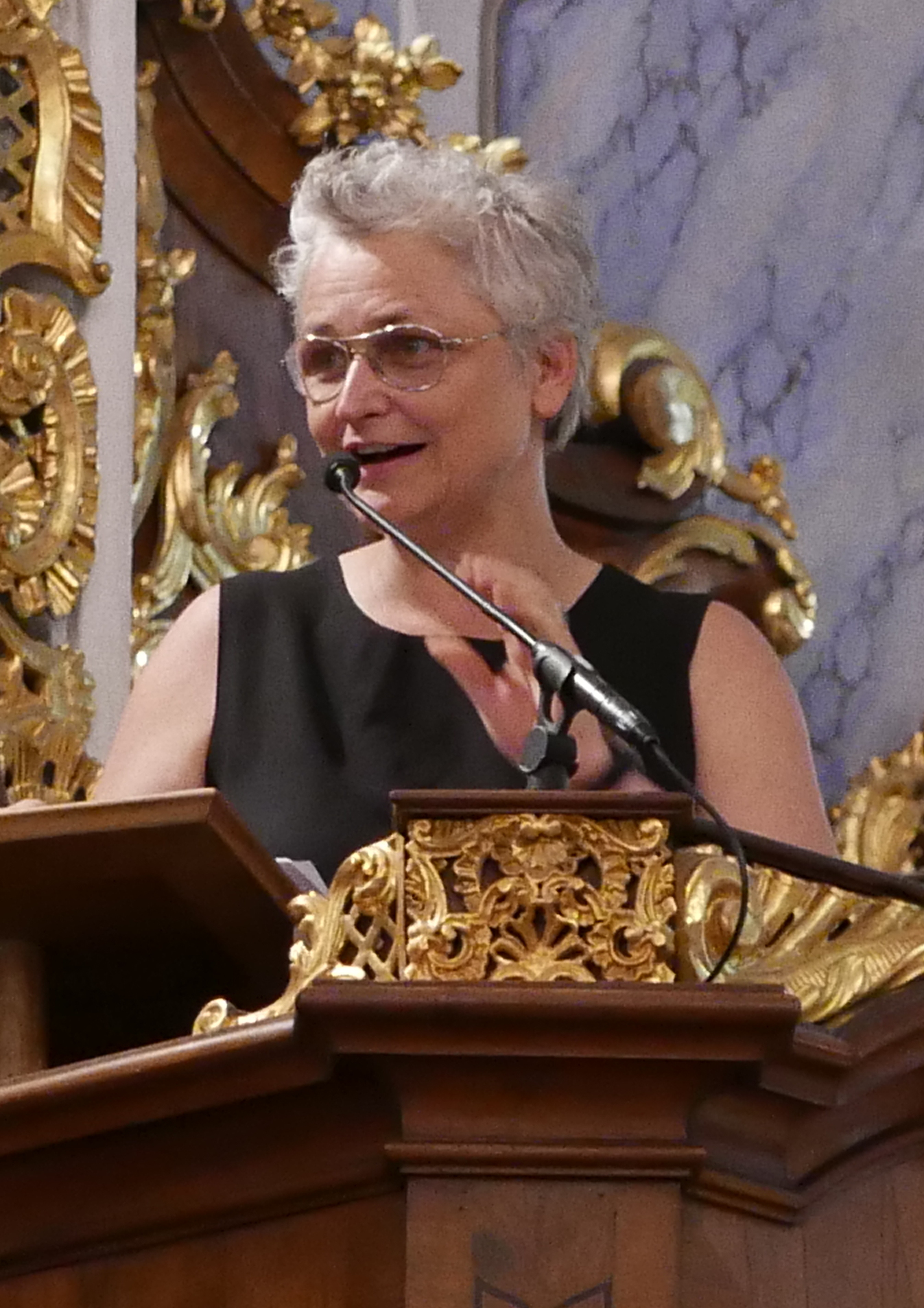
Evelyn Fink-Mennel (2019)

Evelyn Fink-Mennel (* 5. Oktober 1972 in Andelsbuch) ist eine österreichische Musikerin, Autorin, Kuratorin, Musikethnologin und Pädagogin.

## Wirken
Evelyn Fink-Mennel studierte an der Universität für Musik und darstellende Kunst Wien. Sie hat einen Abschluss der Instrumental- und Gesangspädagogik Violine 1+2 und absolvierte einen Lehrgang für Tonsatz nach Heinrich Schenker sowie einen Aufbaulehrgang Kulturmanagement.
Sie unterrichtet an der Stella Vorarlberg, Privathochschule für Musik, Volksmusik, Einführung in das wissenschaftliche Arbeiten, Ensemblespiel Volksmusik, Ethnomusikologie und Musikpädagogik, Liedsingen und Volkstänze der Welt, Kammermusik/Ensemble, Forschung und Instrumentalpraxis (EMP-Weiterbildungslehrgang).
Seit 2010 wohnt sie in Schwarzenberg/Vorarlberg wohnhaft. Von 1992 bis 2010 lebte Evelyn Fink-Mennel in Wien.
Als Kuratorin engagiert sich Evelyn Fink-Mennel in zahlreichen Projekten. Von 1997 bis 2007 verantwortete sie das internationale Jodlertreffen im Vorsaß-Schönebach. 1998 gründete sie das Kinderorchester Sägewerk. 2001 leitete sie die Schule des Hörens in der Sommerakademie Volkskultur Viktorsberg. 2003 kuratierte sie die Ausstellung Rebell und Visionär. Heinrich Schenker in Wien (Aula der Universität für Musik und darstellende Kunst Wien vom 12. Juni bis 3. Juli 2003). Seit 2004 ist sie Kuratorin des Musikfestivals Walser Herbst. Seit 2008 gibt sie regelmäßig Kurse für Jodeln an der Volkshochschule. Auch in der Musikwerkstatt "Glatt und verkehrt" ist sie für spezielle Programmpunkte verantwortlich. Seit 2016 leitet sie die Radix-Musikwerkstatt in St. Gerold.

## Schriften (Auswahl)
- mit Martin Eybl (Hrsg.): Schenker-Traditionen. Eine Wiener Schule der Musiktheorie und ihre internationale Verbreitung = A Viennese School of Music Theory and Its International Dissemination. Böhlau, Wien 2006, ISBN 3-205-77494-9.
- Johlar und Juz. Registerwechselnder Gesang im Bregenzerwald; mit Tonbeispielen 1937–1997 (= Schriften der Vorarlberger Landesbibliothek. Band 16). Neugebauer, Graz 2007.
- Wib ischt Ma – Ma ischt Wib. Musikgeschichten von gestern bis heute. Kulturverein Bahnhof, Egg/Andelsbuch 2012, ISBN 978-3-9501747-3-1.
- Handbuch Alltagskunst. Kooperationen zwischen Musik und Wirtschaft: Erfolgsmodelle für die Praxis. Frank & Timme, Berlin 2019, ISBN 978-3-7329-0549-2.

## Ensembles
- Messis Cellogruppe
- Finklinggs
- Tanzbar

## Diskographie
- CD Jucker, Springer, Rongger, Schlicher. Volksliedwerk
- CD Nur für Freunde der Untriebsforschung. Volksliedwerk
- CD Wib ischt Ma - Ma ischt Wib. Geschichten von gestern bis heute

## Auszeichnungen
- Ehrengabe für Kunst des Landes Vorarlberg 2016[1]